# Помрой, Фредерик Уильям
Фредерик Уильям Помрой (англ. Frederick William Pomeroy; 9 октября 1856[…], Лондон — 26 мая 1924[…], Лондон) — британский скульптор, автор ряда памятников.

## Биография

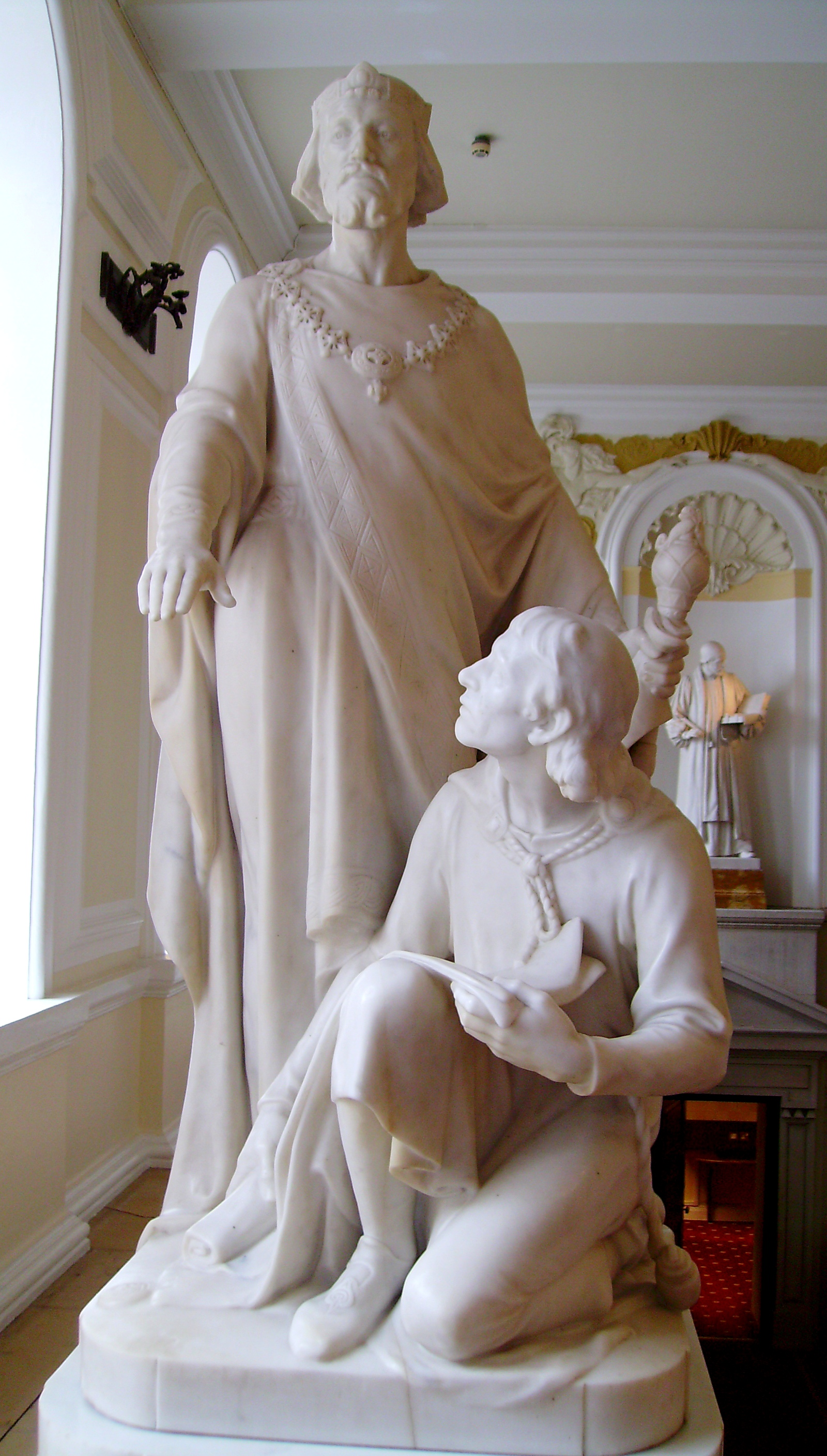
Средневековый правитель Уэльса Хивел ап Каделл. Ратуша Кардиффа, Уэльс.

Родился в 1856 году в Лондоне в семье резчика по камню. После смерти отца (в 1869 году) 14-летний Помрой остался основным кормильцем семьи и
стал подмастерьем в артели резчиков по камню. Затем четыре года учился в Технической школе искусств Южного Лондона у Жюля Далу, стиль работ которого оказал на манеру Помроя большое влияние, и Уильяма Сильвера Фрита. В 1880—85 годах учился в Королевской академии художеств; за время обучения получил несколько академических медалей. В 1885 году, в последний год обучения, получил золотую медаль и грант для образовательного путешествия, после чего отправился в Париж, где стажировался в мастерской Антонена Мерсье, а затем в Италию.
Вернувшись в Лондон не позднее 1887 года, Помрой начал карьеру скульптора. Первоначально он охотно сотрудничал с другими скульпторами и архитекторами: украшал скульптурным декором произведения архитектора Дж. Д. Седдинга, выполнял второстепенные фигуры для работ Г. Уилсона, копировал в мраморе бронзовые работы Ф. Лейтона и т. д.
Однако, с годами всё чётче вырисовывалась самобытная творческая манера Помроя, которого вскоре стали считать одним из мастеров британской «новой скульптуры» (наряду с А. Торникрофтом). Ещё в 1887 году он выполнил скульптурную группу, олицетворяющую Австралию, для фонтана королевы Виктории в Глазго. В начале 1890-х годов Помрой выставил на ежегодных выставках Королевской академии 11 работ. Восемь из них были небольшими статуэтками, но некоторые из них, в том числе «Персей», так понравились публике, что в дальнейшем тиражировались для коммерческой продажи. В дальнейшем были отлиты также гораздо более крупные версии «Персея», одна из которых сегодня в Национальном музее в Кардиффе. Такая популярность работ Помроя принесла ему неплохой доход.
После этого Помрой наконец начал получать крупные заказы. В 1890-е и 1900-е годы им был создан целый ряд памятников, в том числе поэту Роберту Бернсу и мыслителю Френсису Бэкону. В 1906 году он стал членом-корреспондентом, а в 1917 году — академиком Королевской академии художеств. Он активно выставлял свои работы на ежегодных выставках в Лондоне, Эдинбурге, Глазго, Лидсе, Абердине. В последние годы жизни сосредоточился, в основном, на создании военных мемориалов.
С 1913 года Помрой был женат на Патриции Моррисон Коглан из Дугласа, графство Корк. В этом браке родилось двое сыновей.
Скончался в 1924 году и был похоронен в Гэмпшире, однако кенотаф Помрою находится в Лондоне в церкви Святого Иакова на Пикадилли.

## Галерея

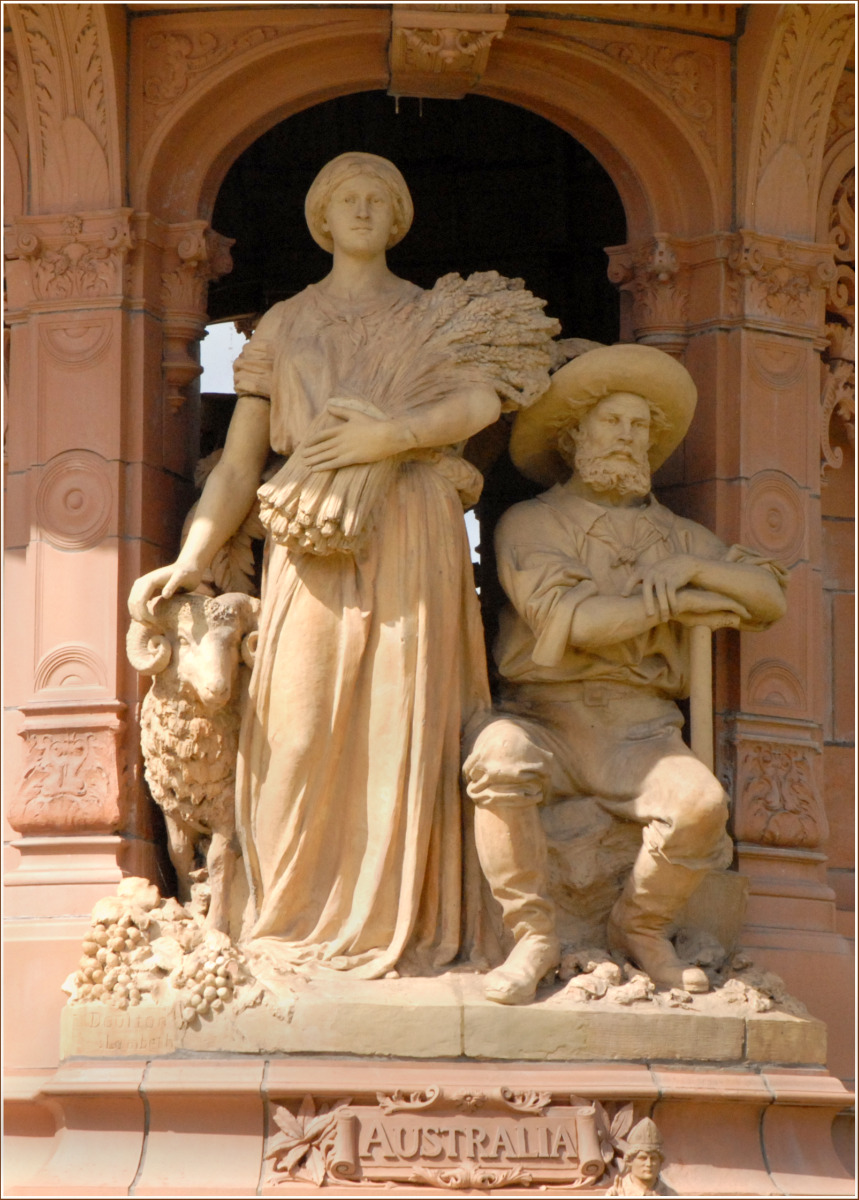
Скульптурная группа, олицетворяющую Австралию, фонтан королевы Виктории, Глазго
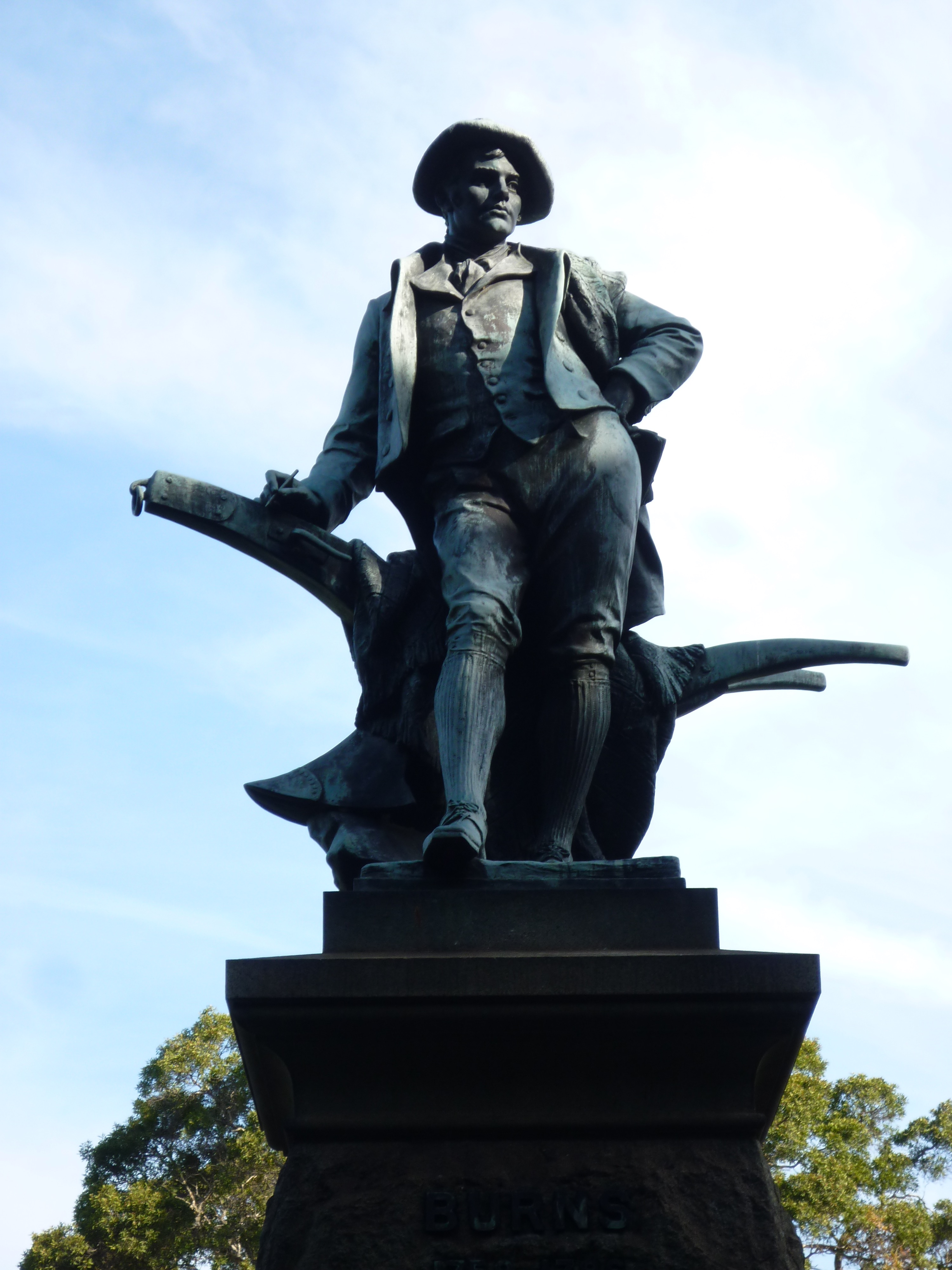
Памятник Роберту Бернсу, Сидней, Австралия
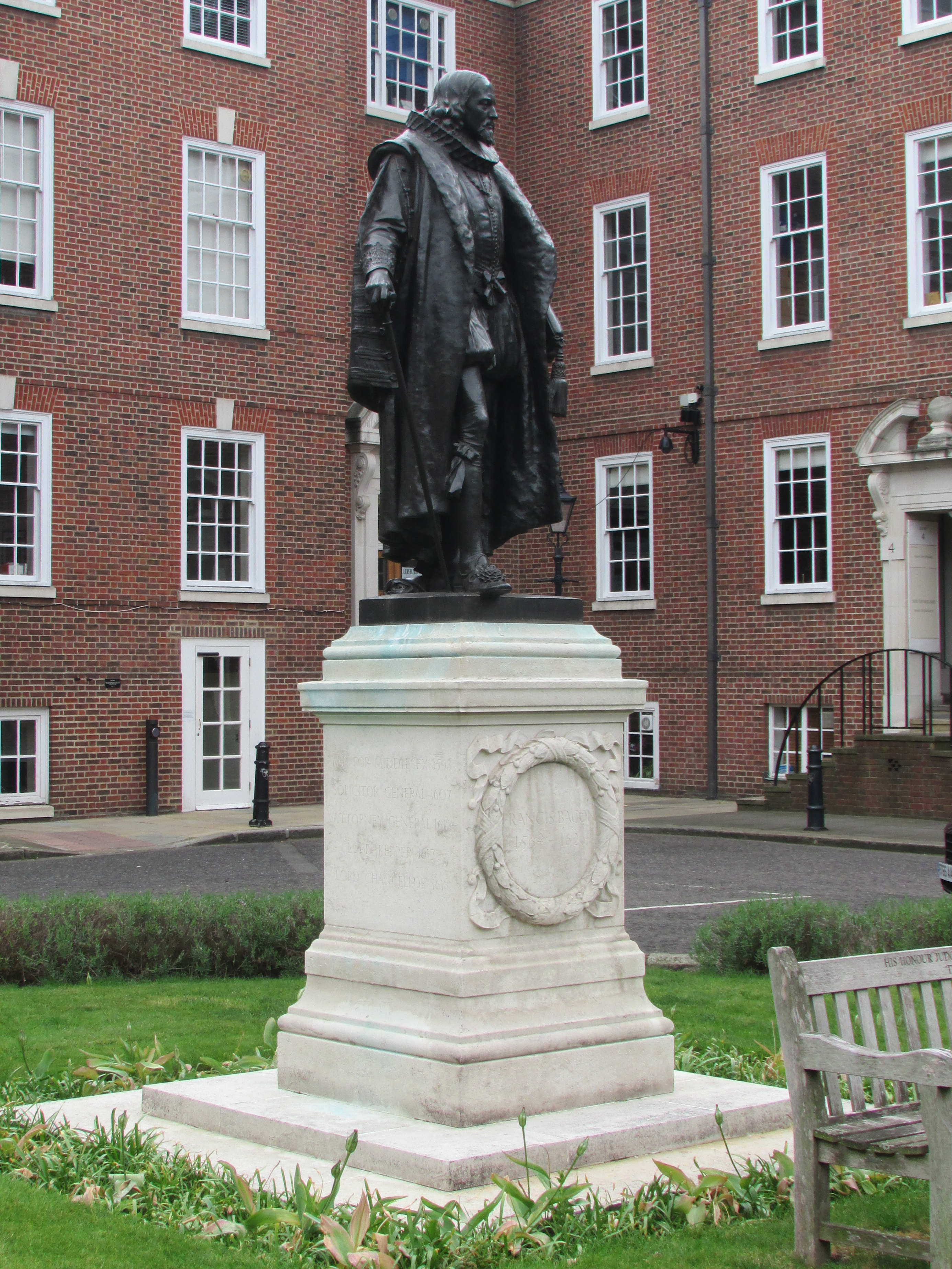
Памятник Френсису Бэкону, Лондон
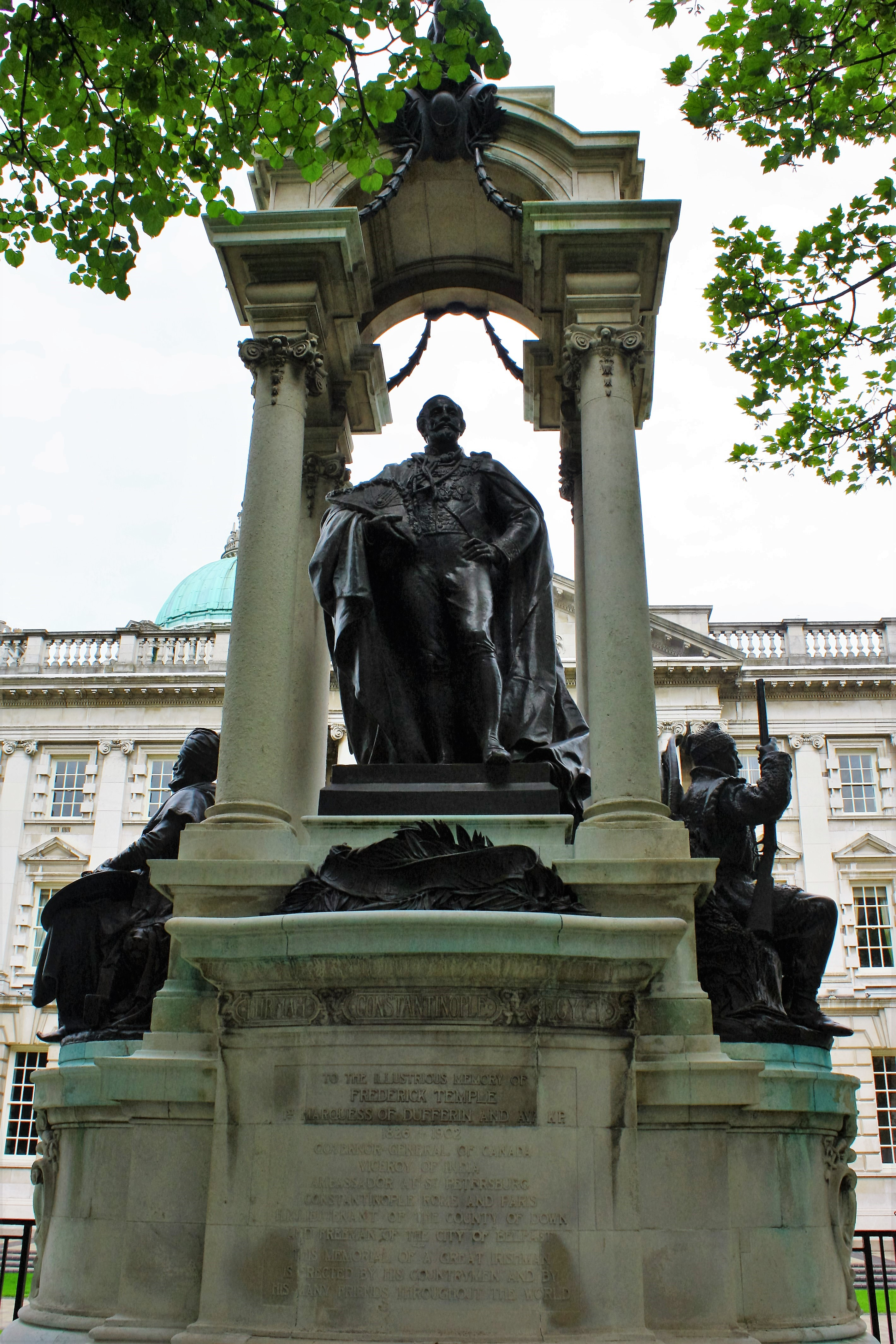
Памятник маркизу Дафферину, вице-королю Индии и генерал-губернатору Канады, Белфаст
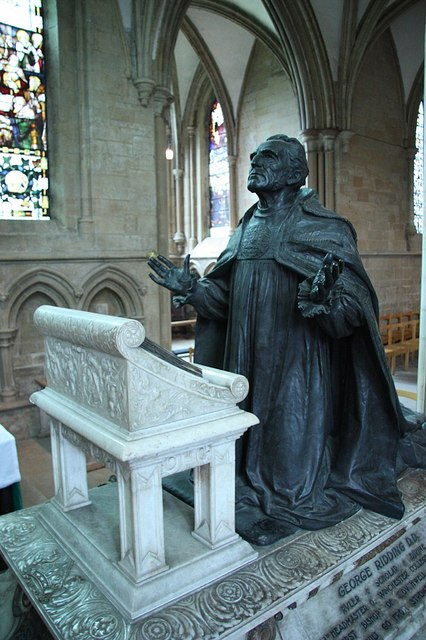
Надгробие епископа Джорджа Риддинга, Саутвеллский собор
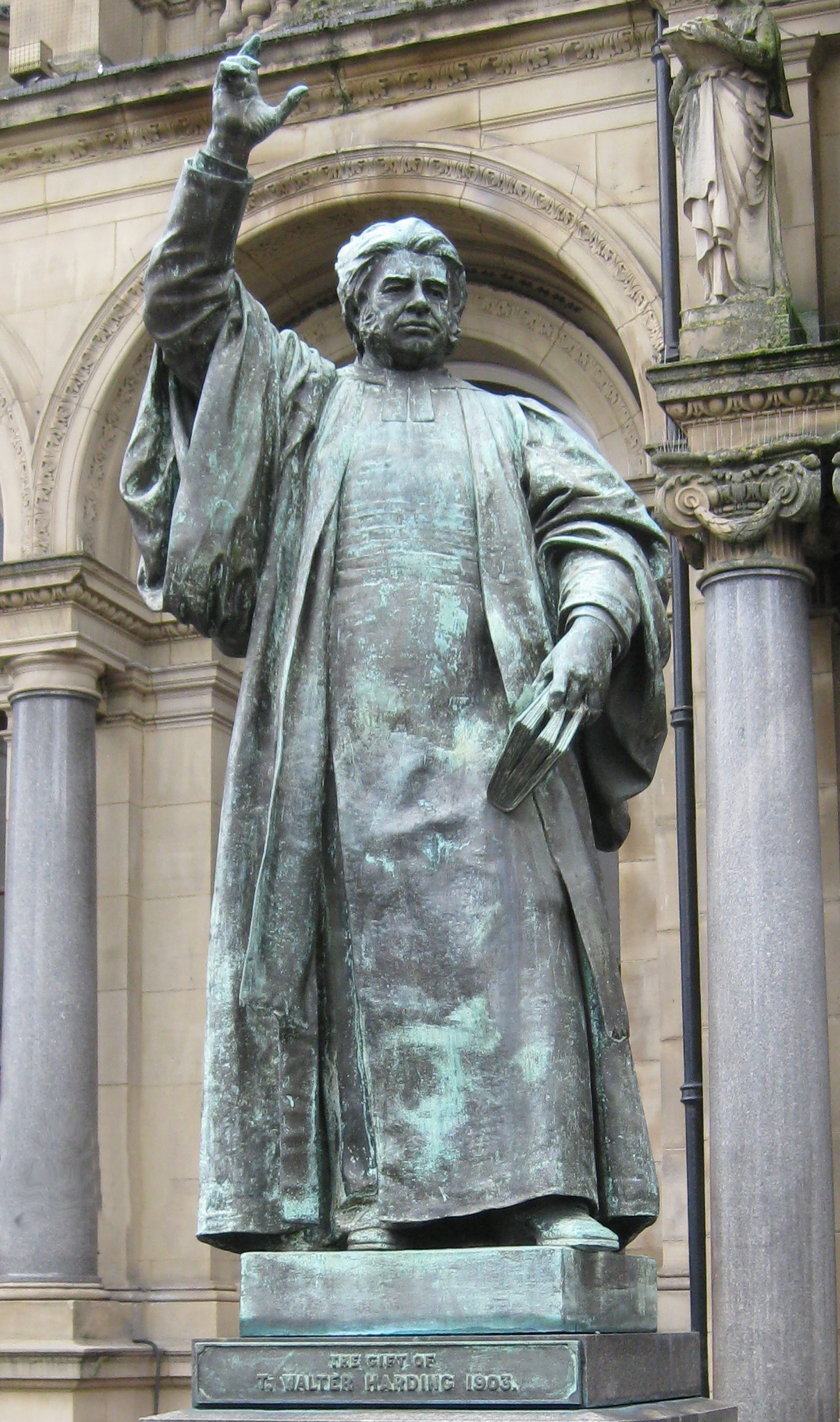
Памятник проповеднику Уолтеру Хуку, Лидс
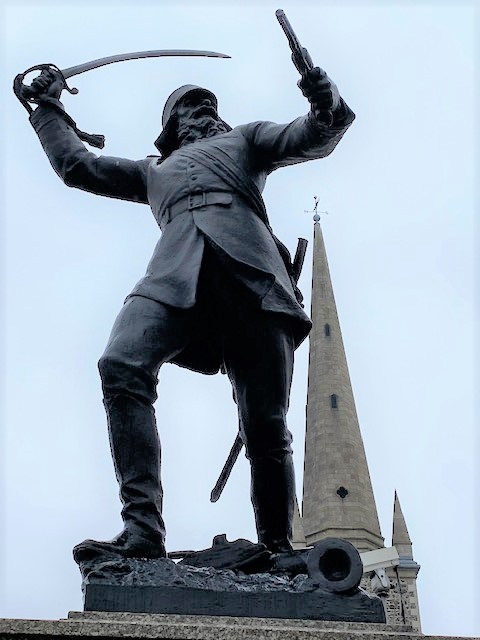
Памятник генералу Джону Николсону, Лисберн, Северная Ирландия
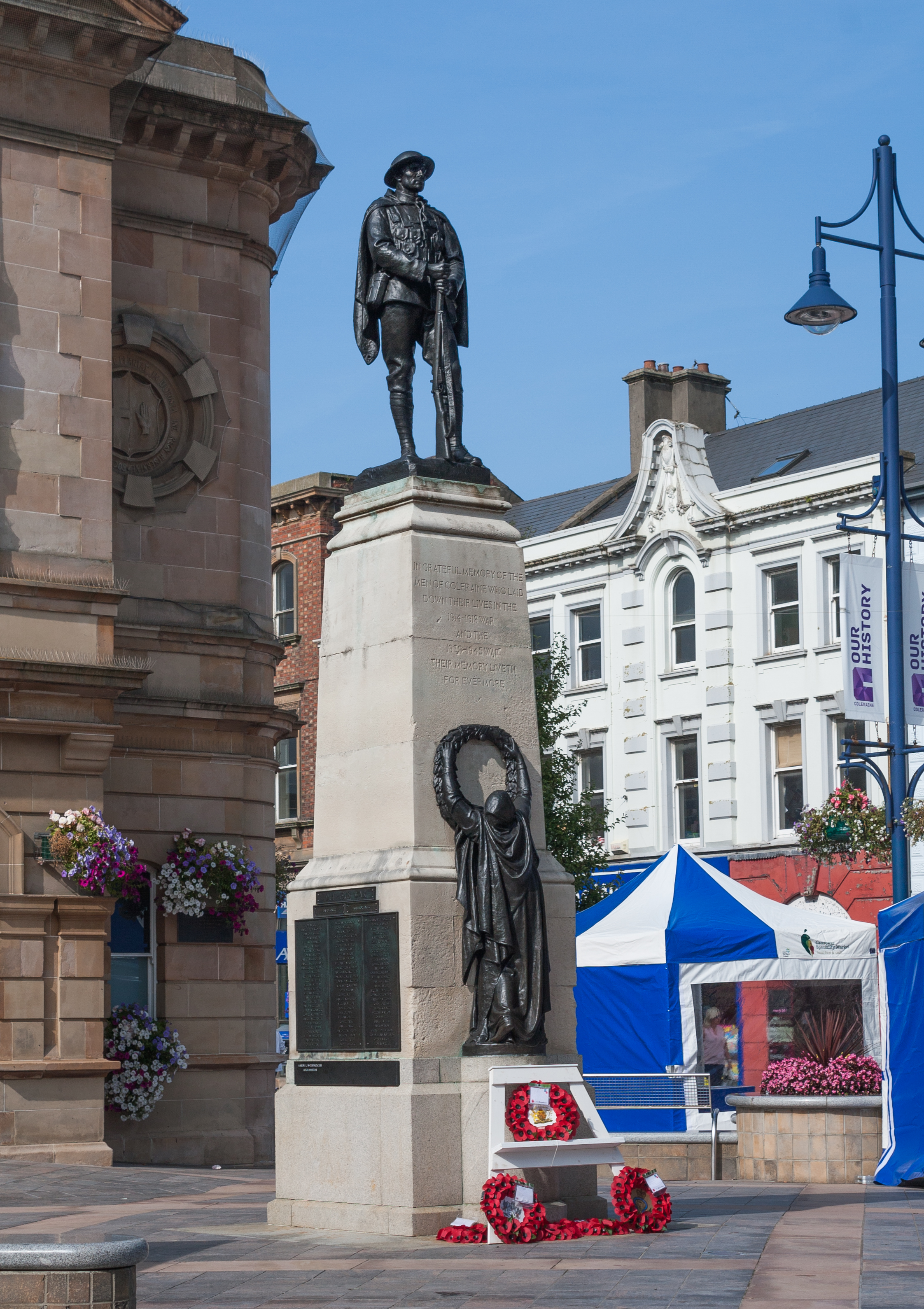
Мемориал в память о павших в Первой мировой войне, Колрейн, Северная Ирландия